# Lucien Gaudin

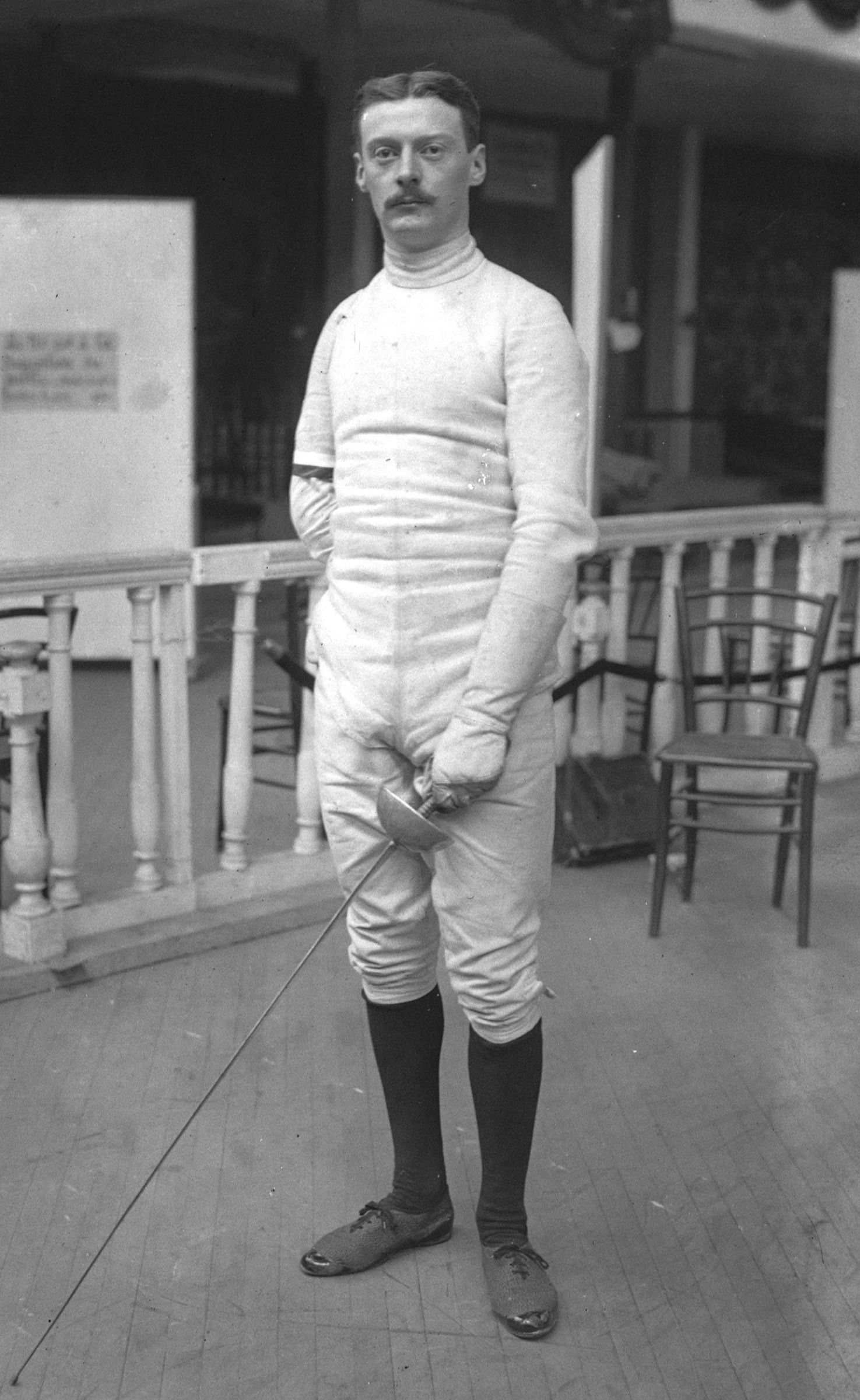
Lucien Gaudin 1912

Lucien Alphonse Paul Gaudin (* 27. September 1886 in Arras, Frankreich; † 23. September 1934) war ein französischer Fechter, Weltmeister und Olympiasieger.

## Leben
Gaudins sportliche Karriere erstreckte sich von 1903 bis 1929. Er gilt unbestritten als der beste französische Fechter der Zeit vor dem Zweiten Weltkrieg. Er gewann als bislang einziger neben Nedo Nadi bei denselben Olympischen Spielen, nämlich bei den Olympischen Sommerspielen 1928 in Amsterdam, zwei Goldmedaillen im Einzel, mit Degen und Florett. Dabei besiegte er im Florett den deutschen Silbermedaillengewinner Erwin Casmir mit der Hilfe von Cognac, Aspirin und einer Massage. Nach seiner sportlichen Karriere nahm er sich im Jahr 1934 nach dem Bankrott seiner Filmfirma das Leben.

## Erfolge bei Olympischen Sommerspielen
- 1920: Silber Florettmannschaft
- 1924: Gold Degenmannschaft
- 1924: Gold Florettmannschaft
- 1928: Gold Degeneinzel
- 1928: Gold Floretteinzel
- 1928: Silber Florettmannschaft

## Weitere Erfolge
- 1903: Französischer Schülermeister
- 1905: Weltmeister
- 1906–1914: 9 Mal französischer Florettmeister
- 1918: Weltmeister
- 1921: Degeneuropameister

## Sonstiges
Der Lucien Gaudin Cocktail ist nach Gaudin benannt. Er gilt als „Prohibitions-Cocktail“, seine Entstehung wird also den Jahren der Prohibition in den Vereinigten Staaten (1920–1933) zugeordnet, wobei das Rezept erst 1947 in einem Barbuch veröffentlicht wurde. Wann und wo der Drink genau entstand, ob Gaudin ihn kannte oder gar selbst probiert hat, ist nicht überliefert.